# Larchwood
Larchwood är en ort i Lyon County i Iowa. Vid 2010 års folkräkning hade Larchwood 788 invånare.